# Tour du Pays basque 2021
Le Tour du Pays basque 2021 est la 60e édition de cette course cycliste sur route masculine. La compétition a lieu du 5 avril au 10 avril 2021, entre Bilbao et Arrate en Espagne. Le parcours comprend un total de six étapes tracées sur une distance totale de 797,7 kilomètres.
La course fait partie du calendrier UCI World Tour 2021 en catégorie 2.UWT.

## Présentation

### Parcours
La course basque fait son retour après avoir été annulée en 2020 en raison de la pandémie de Covid-19.
La course commence par un contre-la-montre de 13,9 kilomètres tracé à Bilbao et qui contient notamment une rampe à 19% dans le dernier kilomètre. Les autres étapes sont favorables aux puncheurs avec plusieurs arrivées en côte dont la troisième étape qui se termine par une montée finale avec des pourcentages proches des 20 %. La dernière journée avec l'arrivée classique à Arrate devrait être décisive pour le classement général. 

### Équipes
En tant qu'épreuve World Tour, les 19 équipes World Tour participent automatiquement à la course. En terminant meilleure formation de deuxième division, l'équipe Alpecin-Fenix a le droit, sans obligation, de prendre part à toutes les manches du calendrier World Tour. Elle n'est finalement pas au départ. Par ailleurs, l'organisateur a également convié cinq équipes UCI ProTeams.
| WorldTeams (19)- AG2R Citroën Team - Astana-Premier Tech - Bahrain Victorious - Bora-Hansgrohe - Cofidis - Deceuninck-Quick Step - EF Education-Nippo - Groupama-FDJ - Ineos Grenadiers - Intermarché-Wanty-Gobert Matériaux - Israel Start-Up Nation - Jumbo-Visma - Lotto Soudal - Movistar Team - Qhubeka Assos - Team BikeExchange - Team DSM - Trek-Segafredo - UAE Team Emirates ProTeams (5)- Burgos-BH - Caja Rural-Seguros RGA - Euskaltel-Euskadi - Equipo Kern Pharma - Total Direct Énergie |
| |

### Favoris et principaux participants
Le favori de la course est le Slovène Primož Roglič (Jumbo-Visma).
La course voit également la participation des vainqueurs des quatre premières courses par étapes du circuit UCI World Tour 2021, à savoir Tadej Pogačar (UAE Team Emirates), titré au Tour des Émirats arabes unis et sur Tirreno-Adriatico, Maximilian Schachmann (Bora-Hansgrohe), lauréat de Paris-Nice, ainsi que le vainqueur du Tour de Catalogne Adam Yates (Ineos Grenadiers). Très à l'aise sur les routes du Pays basque, Yates s'est déjà imposé en 2019 lors la traditionnelle ascension d'Arrate présente sur la dernière étape, ainsi que sur la Classique de Saint-Sébastien 2015.
Les autres coureurs pouvant prétendre à un bon classement général sont Richard Carapaz (Ineos Grenadiers), Jakob Fuglsang (Astana-Premier Tech), Marc Hirschi (UAE Team Emirates), David Gaudu (Groupama-FDJ), Guillaume Martin (Cofidis) ainsi que les coureurs locaux Alejandro Valverde (Movistar), Mikel Landa (Bahrain Victorious) et Ion Izagirre (Astana-Premier Tech).

## Étapes
| Étape     | Date    | Villes étapes                 | type                      | Distance (km) | Dénivelé (m) | Vainqueur d'étape | Leader du classement général |
| --------- | ------- | ----------------------------- | ------------------------- | ------------- | ------------ | ----------------- | ---------------------------- |
| 1re étape | 5 avr.  | Bilbao – Bilbao               | contre-la-montre en côte  | 13,9          | 231 m        | Primož Roglič     | Primož Roglič                |
| 2e étape  | 6 avr.  | Zalla – Sestao                | étape vallonnée           | 154,8         | 2 512 m      | Alex Aranburu     | Primož Roglič                |
| 3e étape  | 7 avr.  | Amurrio – Laudio              | étape de moyenne montagne | 167,7         | 2 608 m      | Tadej Pogačar     | Primož Roglič                |
| 4e étape  | 8 avr.  | Vitoria-Gasteiz – Fontarrabie | étape vallonnée           | 189,2         | 2 655 m      | Ion Izagirre      | Brandon McNulty              |
| 5e étape  | 9 avr.  | Fontarrabie – Ondarroa        | étape vallonnée           | 160,2         | 2 260 m      | Mikkel Honoré     | Brandon McNulty              |
| 6e étape  | 10 avr. | Ondarroa – Arrate             | étape de montagne         | 111,9         | 3 252 m      | David Gaudu       | Primož Roglič                |

## Déroulement de la course

### 1reétape
| \| Classement de l'étape \| Classement de l'étape \| Classement de l'étape \| Classement de l'étape \| Classement de l'étape \| \| Coureur \| Coureur \| Pays \| Équipe \| Temps \| \| --------------------- \| --------------------- \| --------------------- \| ---------------------- \| --------------------- \| \| 1er \| Primož Roglič \| Slovénie \| Jumbo-Visma \| 17 min 17 s \| \| 2e \| Brandon McNulty \| États-Unis \| UAE Team Emirates \| + 2 s \| \| 3e \| Jonas Vingegaard \| Danemark \| Jumbo-Visma \| + 18 s \| \| 4e \| Tobias Foss \| Norvège \| Jumbo-Visma \| + 24 s \| \| 5e \| Tadej Pogačar \| Slovénie \| UAE Team Emirates \| + 28 s \| \| 6e \| Adam Yates \| Royaume-Uni \| Ineos Grenadiers \| + 28 s \| \| 7e \| Patrick Bevin \| Nouvelle-Zélande \| Israel Start-Up Nation \| + 28 s \| \| 8e \| Ide Schelling \| Pays-Bas \| Bora-Hansgrohe \| + 29 s \| \| 9e \| Alex Aranburu \| Espagne \| Astana-Premier Tech \| + 30 s \| \| 10e \| Maximilian Schachmann \| Allemagne \| Bora-Hansgrohe \| + 31 s \| |                       |                  |                        |             |
| |                       |                  |                        |             |
| Source : ProCyclingStats |                       |                  |                        |             |
| Classement de l'étape |                       |                  |                        |             |
| Coureur | Coureur               | Pays             | Équipe                 | Temps       |
| 1er | Primož Roglič         | Slovénie         | Jumbo-Visma            | 17 min 17 s |
| 2e | Brandon McNulty       | États-Unis       | UAE Team Emirates      | + 2 s       |
| 3e | Jonas Vingegaard      | Danemark         | Jumbo-Visma            | + 18 s      |
| 4e | Tobias Foss           | Norvège          | Jumbo-Visma            | + 24 s      |
| 5e | Tadej Pogačar         | Slovénie         | UAE Team Emirates      | + 28 s      |
| 6e | Adam Yates            | Royaume-Uni      | Ineos Grenadiers       | + 28 s      |
| 7e | Patrick Bevin         | Nouvelle-Zélande | Israel Start-Up Nation | + 28 s      |
| 8e | Ide Schelling         | Pays-Bas         | Bora-Hansgrohe         | + 29 s      |
| 9e | Alex Aranburu         | Espagne          | Astana-Premier Tech    | + 30 s      |
| 10e | Maximilian Schachmann | Allemagne        | Bora-Hansgrohe         | + 31 s      |

| \| Classement général \| Classement général \| Classement général \| Classement général \| Classement général \| \| Coureur \| Coureur \| Pays \| Équipe \| Temps \| \| ------------------ \| --------------------- \| ------------------ \| ---------------------- \| ------------------ \| \| 1er \| Primož Roglič \| Slovénie \| Jumbo-Visma \| 17 min 17 s \| \| 2e \| Brandon McNulty \| États-Unis \| UAE Team Emirates \| + 2 s \| \| 3e \| Jonas Vingegaard \| Danemark \| Jumbo-Visma \| + 18 s \| \| 4e \| Tobias Foss \| Norvège \| Jumbo-Visma \| + 24 s \| \| 5e \| Tadej Pogačar \| Slovénie \| UAE Team Emirates \| + 28 s \| \| 6e \| Adam Yates \| Royaume-Uni \| Ineos Grenadiers \| + 28 s \| \| 7e \| Patrick Bevin \| Nouvelle-Zélande \| Israel Start-Up Nation \| + 28 s \| \| 8e \| Ide Schelling \| Pays-Bas \| Bora-Hansgrohe \| + 29 s \| \| 9e \| Alex Aranburu \| Espagne \| Astana-Premier Tech \| + 30 s \| \| 10e \| Maximilian Schachmann \| Allemagne \| Bora-Hansgrohe \| + 31 s \| |                       |                  |                        |             |
| |                       |                  |                        |             |
| Source : ProCyclingStats |                       |                  |                        |             |
| Classement général |                       |                  |                        |             |
| Coureur | Coureur               | Pays             | Équipe                 | Temps       |
| 1er | Primož Roglič         | Slovénie         | Jumbo-Visma            | 17 min 17 s |
| 2e | Brandon McNulty       | États-Unis       | UAE Team Emirates      | + 2 s       |
| 3e | Jonas Vingegaard      | Danemark         | Jumbo-Visma            | + 18 s      |
| 4e | Tobias Foss           | Norvège          | Jumbo-Visma            | + 24 s      |
| 5e | Tadej Pogačar         | Slovénie         | UAE Team Emirates      | + 28 s      |
| 6e | Adam Yates            | Royaume-Uni      | Ineos Grenadiers       | + 28 s      |
| 7e | Patrick Bevin         | Nouvelle-Zélande | Israel Start-Up Nation | + 28 s      |
| 8e | Ide Schelling         | Pays-Bas         | Bora-Hansgrohe         | + 29 s      |
| 9e | Alex Aranburu         | Espagne          | Astana-Premier Tech    | + 30 s      |
| 10e | Maximilian Schachmann | Allemagne        | Bora-Hansgrohe         | + 31 s      |

### 2eétape
| \| Classement de l'étape \| Classement de l'étape \| Classement de l'étape \| Classement de l'étape \| Classement de l'étape \| \| Coureur \| Coureur \| Pays \| Équipe \| Temps \| \| --------------------- \| --------------------- \| --------------------- \| ---------------------- \| --------------------- \| \| 1er \| Alex Aranburu \| Espagne \| Astana-Premier Tech \| 3 h 45 min 32 s \| \| 2e \| Omar Fraile \| Espagne \| Astana-Premier Tech \| + 15 s \| \| 3e \| Tadej Pogačar \| Slovénie \| UAE Team Emirates \| + 15 s \| \| 4e \| David Gaudu \| France \| Groupama-FDJ \| + 15 s \| \| 5e \| Michael Woods \| Canada \| Israel Start-Up Nation \| + 15 s \| \| 6e \| Primož Roglič \| Slovénie \| Jumbo-Visma \| + 15 s \| \| 7e \| Maximilian Schachmann \| Allemagne \| Bora-Hansgrohe \| + 15 s \| \| 8e \| Mikel Landa \| Espagne \| Bahrain Victorious \| + 15 s \| \| 9e \| Sergio Higuita \| Colombie \| EF Education-Nippo \| + 15 s \| \| 10e \| Alejandro Valverde \| Espagne \| Movistar Team \| + 15 s \| |                       |           |                        |                 |
| |                       |           |                        |                 |
| Source : ProCyclingStats |                       |           |                        |                 |
| Classement de l'étape |                       |           |                        |                 |
| Coureur | Coureur               | Pays      | Équipe                 | Temps           |
| 1er | Alex Aranburu         | Espagne   | Astana-Premier Tech    | 3 h 45 min 32 s |
| 2e | Omar Fraile           | Espagne   | Astana-Premier Tech    | + 15 s          |
| 3e | Tadej Pogačar         | Slovénie  | UAE Team Emirates      | + 15 s          |
| 4e | David Gaudu           | France    | Groupama-FDJ           | + 15 s          |
| 5e | Michael Woods         | Canada    | Israel Start-Up Nation | + 15 s          |
| 6e | Primož Roglič         | Slovénie  | Jumbo-Visma            | + 15 s          |
| 7e | Maximilian Schachmann | Allemagne | Bora-Hansgrohe         | + 15 s          |
| 8e | Mikel Landa           | Espagne   | Bahrain Victorious     | + 15 s          |
| 9e | Sergio Higuita        | Colombie  | EF Education-Nippo     | + 15 s          |
| 10e | Alejandro Valverde    | Espagne   | Movistar Team          | + 15 s          |

| \| Classement général \| Classement général \| Classement général \| Classement général \| Classement général \| \| Coureur \| Coureur \| Pays \| Équipe \| Temps \| \| ------------------ \| --------------------- \| ------------------ \| ------------------- \| ------------------ \| \| 1er \| Primož Roglič \| Slovénie \| Jumbo-Visma \| 4 h 03 min 04 s \| \| 2e \| Alex Aranburu \| Espagne \| Astana-Premier Tech \| + 5 s \| \| 3e \| Brandon McNulty \| États-Unis \| UAE Team Emirates \| + 6 s \| \| 4e \| Tadej Pogačar \| Slovénie \| UAE Team Emirates \| + 24 s \| \| 5e \| Adam Yates \| Royaume-Uni \| Ineos Grenadiers \| + 28 s \| \| 6e \| Maximilian Schachmann \| Allemagne \| Bora-Hansgrohe \| + 31 s \| \| 7e \| Jonas Vingegaard \| Danemark \| Jumbo-Visma \| + 32 s \| \| 8e \| Omar Fraile \| Espagne \| Astana-Premier Tech \| + 34 s \| \| 9e \| Wilco Kelderman \| Pays-Bas \| Bora-Hansgrohe \| + 40 s \| \| 10e \| Pello Bilbao \| Espagne \| Bahrain Victorious \| + 42 s \| |                       |             |                     |                 |
| |                       |             |                     |                 |
| Source : ProCyclingStats |                       |             |                     |                 |
| Classement général |                       |             |                     |                 |
| Coureur | Coureur               | Pays        | Équipe              | Temps           |
| 1er | Primož Roglič         | Slovénie    | Jumbo-Visma         | 4 h 03 min 04 s |
| 2e | Alex Aranburu         | Espagne     | Astana-Premier Tech | + 5 s           |
| 3e | Brandon McNulty       | États-Unis  | UAE Team Emirates   | + 6 s           |
| 4e | Tadej Pogačar         | Slovénie    | UAE Team Emirates   | + 24 s          |
| 5e | Adam Yates            | Royaume-Uni | Ineos Grenadiers    | + 28 s          |
| 6e | Maximilian Schachmann | Allemagne   | Bora-Hansgrohe      | + 31 s          |
| 7e | Jonas Vingegaard      | Danemark    | Jumbo-Visma         | + 32 s          |
| 8e | Omar Fraile           | Espagne     | Astana-Premier Tech | + 34 s          |
| 9e | Wilco Kelderman       | Pays-Bas    | Bora-Hansgrohe      | + 40 s          |
| 10e | Pello Bilbao          | Espagne     | Bahrain Victorious  | + 42 s          |

### 3eétape
| \| Classement de l'étape \| Classement de l'étape \| Classement de l'étape \| Classement de l'étape \| Classement de l'étape \| \| Coureur \| Coureur \| Pays \| Équipe \| Temps \| \| --------------------- \| --------------------- \| --------------------- \| --------------------- \| --------------------- \| \| 1er \| Tadej Pogačar \| Slovénie \| UAE Team Emirates \| 4 h 04 min 50 s \| \| 2e \| Primož Roglič \| Slovénie \| Jumbo-Visma \| + 0 s \| \| 3e \| Alejandro Valverde \| Espagne \| Movistar Team \| + 5 s \| \| 4e \| Adam Yates \| Royaume-Uni \| Ineos Grenadiers \| + 5 s \| \| 5e \| Mikel Landa \| Espagne \| Bahrain Victorious \| + 5 s \| \| 6e \| David Gaudu \| France \| Groupama-FDJ \| + 8 s \| \| 7e \| James Knox \| Royaume-Uni \| Deceuninck-Quick Step \| + 16 s \| \| 8e \| Jonas Vingegaard \| Danemark \| Jumbo-Visma \| + 16 s \| \| 9e \| Mauri Vansevenant \| Belgique \| Deceuninck-Quick Step \| + 16 s \| \| 10e \| Brandon McNulty \| États-Unis \| UAE Team Emirates \| + 18 s \| |                    |             |                       |                 |
| |                    |             |                       |                 |
| Source : ProCyclingStats |                    |             |                       |                 |
| Classement de l'étape |                    |             |                       |                 |
| Coureur | Coureur            | Pays        | Équipe                | Temps           |
| 1er | Tadej Pogačar      | Slovénie    | UAE Team Emirates     | 4 h 04 min 50 s |
| 2e | Primož Roglič      | Slovénie    | Jumbo-Visma           | + 0 s           |
| 3e | Alejandro Valverde | Espagne     | Movistar Team         | + 5 s           |
| 4e | Adam Yates         | Royaume-Uni | Ineos Grenadiers      | + 5 s           |
| 5e | Mikel Landa        | Espagne     | Bahrain Victorious    | + 5 s           |
| 6e | David Gaudu        | France      | Groupama-FDJ          | + 8 s           |
| 7e | James Knox         | Royaume-Uni | Deceuninck-Quick Step | + 16 s          |
| 8e | Jonas Vingegaard   | Danemark    | Jumbo-Visma           | + 16 s          |
| 9e | Mauri Vansevenant  | Belgique    | Deceuninck-Quick Step | + 16 s          |
| 10e | Brandon McNulty    | États-Unis  | UAE Team Emirates     | + 18 s          |

| \| Classement général \| Classement général \| Classement général \| Classement général \| Classement général \| \| Coureur \| Coureur \| Pays \| Équipe \| Temps \| \| ------------------ \| --------------------- \| ------------------ \| --------------------- \| ------------------ \| \| 1er \| Primož Roglič \| Slovénie \| Jumbo-Visma \| 8 h 07 min 48 s \| \| 2e \| Tadej Pogačar \| Slovénie \| UAE Team Emirates \| + 20 s \| \| 3e \| Brandon McNulty \| États-Unis \| UAE Team Emirates \| + 30 s \| \| 4e \| Adam Yates \| Royaume-Uni \| Ineos Grenadiers \| + 39 s \| \| 5e \| Alejandro Valverde \| Espagne \| Movistar Team \| + 50 s \| \| 6e \| Jonas Vingegaard \| Danemark \| Jumbo-Visma \| + 54 s \| \| 7e \| Mikel Landa \| Espagne \| Bahrain Victorious \| + 1 min 00 s \| \| 8e \| Pello Bilbao \| Espagne \| Bahrain Victorious \| + 1 min 08 s \| \| 9e \| Mauri Vansevenant \| Belgique \| Deceuninck-Quick Step \| + 1 min 09 s \| \| 10e \| Maximilian Schachmann \| Allemagne \| Bora-Hansgrohe \| + 1 min 09 s \| |                       |             |                       |                 |
| |                       |             |                       |                 |
| Source : ProCyclingStats |                       |             |                       |                 |
| Classement général |                       |             |                       |                 |
| Coureur | Coureur               | Pays        | Équipe                | Temps           |
| 1er | Primož Roglič         | Slovénie    | Jumbo-Visma           | 8 h 07 min 48 s |
| 2e | Tadej Pogačar         | Slovénie    | UAE Team Emirates     | + 20 s          |
| 3e | Brandon McNulty       | États-Unis  | UAE Team Emirates     | + 30 s          |
| 4e | Adam Yates            | Royaume-Uni | Ineos Grenadiers      | + 39 s          |
| 5e | Alejandro Valverde    | Espagne     | Movistar Team         | + 50 s          |
| 6e | Jonas Vingegaard      | Danemark    | Jumbo-Visma           | + 54 s          |
| 7e | Mikel Landa           | Espagne     | Bahrain Victorious    | + 1 min 00 s    |
| 8e | Pello Bilbao          | Espagne     | Bahrain Victorious    | + 1 min 08 s    |
| 9e | Mauri Vansevenant     | Belgique    | Deceuninck-Quick Step | + 1 min 09 s    |
| 10e | Maximilian Schachmann | Allemagne   | Bora-Hansgrohe        | + 1 min 09 s    |

### 4eétape
| \| Classement de l'étape \| Classement de l'étape \| Classement de l'étape \| Classement de l'étape \| Classement de l'étape \| \| Coureur \| Coureur \| Pays \| Équipe \| Temps \| \| --------------------- \| --------------------- \| --------------------- \| ---------------------------------- \| --------------------- \| \| 1er \| Ion Izagirre \| Espagne \| Astana-Premier Tech \| 4 h 17 min 07 s \| \| 2e \| Pello Bilbao \| Espagne \| Bahrain Victorious \| + 0 s \| \| 3e \| Brandon McNulty \| États-Unis \| UAE Team Emirates \| + 0 s \| \| 4e \| Jonas Vingegaard \| Danemark \| Jumbo-Visma \| + 0 s \| \| 5e \| Emanuel Buchmann \| Allemagne \| Bora-Hansgrohe \| + 0 s \| \| 6e \| Esteban Chaves \| Colombie \| Team BikeExchange \| + 2 s \| \| 7e \| Patrick Bevin \| Nouvelle-Zélande \| Israel Start-Up Nation \| + 49 s \| \| 8e \| James Knox \| Royaume-Uni \| Deceuninck-Quick Step \| + 49 s \| \| 9e \| Quinten Hermans \| Belgique \| Intermarché-Wanty-Gobert Matériaux \| + 49 s \| \| 10e \| Alejandro Valverde \| Espagne \| Movistar Team \| + 49 s \| |                    |                  |                                    |                 |
| |                    |                  |                                    |                 |
| Source : ProCyclingStats |                    |                  |                                    |                 |
| Classement de l'étape |                    |                  |                                    |                 |
| Coureur | Coureur            | Pays             | Équipe                             | Temps           |
| 1er | Ion Izagirre       | Espagne          | Astana-Premier Tech                | 4 h 17 min 07 s |
| 2e | Pello Bilbao       | Espagne          | Bahrain Victorious                 | + 0 s           |
| 3e | Brandon McNulty    | États-Unis       | UAE Team Emirates                  | + 0 s           |
| 4e | Jonas Vingegaard   | Danemark         | Jumbo-Visma                        | + 0 s           |
| 5e | Emanuel Buchmann   | Allemagne        | Bora-Hansgrohe                     | + 0 s           |
| 6e | Esteban Chaves     | Colombie         | Team BikeExchange                  | + 2 s           |
| 7e | Patrick Bevin      | Nouvelle-Zélande | Israel Start-Up Nation             | + 49 s          |
| 8e | James Knox         | Royaume-Uni      | Deceuninck-Quick Step              | + 49 s          |
| 9e | Quinten Hermans    | Belgique         | Intermarché-Wanty-Gobert Matériaux | + 49 s          |
| 10e | Alejandro Valverde | Espagne          | Movistar Team                      | + 49 s          |

| \| Classement général \| Classement général \| Classement général \| Classement général \| Classement général \| \| Coureur \| Coureur \| Pays \| Équipe \| Temps \| \| ------------------ \| ------------------ \| ------------------ \| ------------------- \| ------------------ \| \| 1er \| Brandon McNulty \| États-Unis \| UAE Team Emirates \| 12 h 25 min 21 s \| \| 2e \| Primož Roglič \| Slovénie \| Jumbo-Visma \| + 23 s \| \| 3e \| Jonas Vingegaard \| Danemark \| Jumbo-Visma \| + 28 s \| \| 4e \| Pello Bilbao \| Espagne \| Bahrain Victorious \| + 36 s \| \| 5e \| Tadej Pogačar \| Slovénie \| UAE Team Emirates \| + 43 s \| \| 6e \| Adam Yates \| Royaume-Uni \| Ineos Grenadiers \| + 1 min 02 s \| \| 7e \| Emanuel Buchmann \| Allemagne \| Bora-Hansgrohe \| + 1 min 07 s \| \| 8e \| Alejandro Valverde \| Espagne \| Movistar Team \| + 1 min 13 s \| \| 9e \| Ion Izagirre \| Espagne \| Astana-Premier Tech \| + 1 min 15 s \| \| 10e \| Mikel Landa \| Espagne \| Bahrain Victorious \| + 1 min 23 s \| |                    |             |                     |                  |
| |                    |             |                     |                  |
| Source : ProCyclingStats |                    |             |                     |                  |
| Classement général |                    |             |                     |                  |
| Coureur | Coureur            | Pays        | Équipe              | Temps            |
| 1er | Brandon McNulty    | États-Unis  | UAE Team Emirates   | 12 h 25 min 21 s |
| 2e | Primož Roglič      | Slovénie    | Jumbo-Visma         | + 23 s           |
| 3e | Jonas Vingegaard   | Danemark    | Jumbo-Visma         | + 28 s           |
| 4e | Pello Bilbao       | Espagne     | Bahrain Victorious  | + 36 s           |
| 5e | Tadej Pogačar      | Slovénie    | UAE Team Emirates   | + 43 s           |
| 6e | Adam Yates         | Royaume-Uni | Ineos Grenadiers    | + 1 min 02 s     |
| 7e | Emanuel Buchmann   | Allemagne   | Bora-Hansgrohe      | + 1 min 07 s     |
| 8e | Alejandro Valverde | Espagne     | Movistar Team       | + 1 min 13 s     |
| 9e | Ion Izagirre       | Espagne     | Astana-Premier Tech | + 1 min 15 s     |
| 10e | Mikel Landa        | Espagne     | Bahrain Victorious  | + 1 min 23 s     |

### 5eétape
| \| Classement de l'étape \| Classement de l'étape \| Classement de l'étape \| Classement de l'étape \| Classement de l'étape \| \| Coureur \| Coureur \| Pays \| Équipe \| Temps \| \| --------------------- \| --------------------- \| --------------------- \| ---------------------- \| --------------------- \| \| 1er \| Mikkel Honoré \| Danemark \| Deceuninck-Quick Step \| 3 h 39 min 54 s \| \| 2e \| Josef Černý \| Tchéquie \| Deceuninck-Quick Step \| + 0 s \| \| 3e \| Julien Bernard \| France \| Trek-Segafredo \| + 17 s \| \| 4e \| Daryl Impey \| Afrique du Sud \| Israel Start-Up Nation \| + 28 s \| \| 5e \| Simon Clarke \| Australie \| Qhubeka Assos \| + 28 s \| \| 6e \| Stefano Oldani \| Italie \| Lotto-Soudal \| + 28 s \| \| 7e \| Primož Roglič \| Slovénie \| Jumbo-Visma \| + 28 s \| \| 8e \| Julien Simon \| France \| Total Direct Énergie \| + 28 s \| \| 9e \| Magnus Cort Nielsen \| Danemark \| EF Education-Nippo \| + 28 s \| \| 10e \| Tadej Pogačar \| Slovénie \| UAE Team Emirates \| + 28 s \| |                     |                |                        |                 |
| |                     |                |                        |                 |
| Source : ProCyclingStats |                     |                |                        |                 |
| Classement de l'étape |                     |                |                        |                 |
| Coureur | Coureur             | Pays           | Équipe                 | Temps           |
| 1er | Mikkel Honoré       | Danemark       | Deceuninck-Quick Step  | 3 h 39 min 54 s |
| 2e | Josef Černý         | Tchéquie       | Deceuninck-Quick Step  | + 0 s           |
| 3e | Julien Bernard      | France         | Trek-Segafredo         | + 17 s          |
| 4e | Daryl Impey         | Afrique du Sud | Israel Start-Up Nation | + 28 s          |
| 5e | Simon Clarke        | Australie      | Qhubeka Assos          | + 28 s          |
| 6e | Stefano Oldani      | Italie         | Lotto-Soudal           | + 28 s          |
| 7e | Primož Roglič       | Slovénie       | Jumbo-Visma            | + 28 s          |
| 8e | Julien Simon        | France         | Total Direct Énergie   | + 28 s          |
| 9e | Magnus Cort Nielsen | Danemark       | EF Education-Nippo     | + 28 s          |
| 10e | Tadej Pogačar       | Slovénie       | UAE Team Emirates      | + 28 s          |

| \| Classement général \| Classement général \| Classement général \| Classement général \| Classement général \| \| Coureur \| Coureur \| Pays \| Équipe \| Temps \| \| ------------------ \| ------------------ \| ------------------ \| ------------------- \| ------------------ \| \| 1er \| Brandon McNulty \| États-Unis \| UAE Team Emirates \| 16 h 05 min 43 s \| \| 2e \| Primož Roglič \| Slovénie \| Jumbo-Visma \| + 23 s \| \| 3e \| Jonas Vingegaard \| Danemark \| Jumbo-Visma \| + 28 s \| \| 4e \| Pello Bilbao \| Espagne \| Bahrain Victorious \| + 36 s \| \| 5e \| Tadej Pogačar \| Slovénie \| UAE Team Emirates \| + 43 s \| \| 6e \| Adam Yates \| Royaume-Uni \| Ineos Grenadiers \| + 1 min 02 s \| \| 7e \| Emanuel Buchmann \| Allemagne \| Bora-Hansgrohe \| + 1 min 07 s \| \| 8e \| Alejandro Valverde \| Espagne \| Movistar Team \| + 1 min 13 s \| \| 9e \| Ion Izagirre \| Espagne \| Astana-Premier Tech \| + 1 min 15 s \| \| 10e \| Mikel Landa \| Espagne \| Bahrain Victorious \| + 1 min 23 s \| |                    |             |                     |                  |
| |                    |             |                     |                  |
| Source : ProCyclingStats |                    |             |                     |                  |
| Classement général |                    |             |                     |                  |
| Coureur | Coureur            | Pays        | Équipe              | Temps            |
| 1er | Brandon McNulty    | États-Unis  | UAE Team Emirates   | 16 h 05 min 43 s |
| 2e | Primož Roglič      | Slovénie    | Jumbo-Visma         | + 23 s           |
| 3e | Jonas Vingegaard   | Danemark    | Jumbo-Visma         | + 28 s           |
| 4e | Pello Bilbao       | Espagne     | Bahrain Victorious  | + 36 s           |
| 5e | Tadej Pogačar      | Slovénie    | UAE Team Emirates   | + 43 s           |
| 6e | Adam Yates         | Royaume-Uni | Ineos Grenadiers    | + 1 min 02 s     |
| 7e | Emanuel Buchmann   | Allemagne   | Bora-Hansgrohe      | + 1 min 07 s     |
| 8e | Alejandro Valverde | Espagne     | Movistar Team       | + 1 min 13 s     |
| 9e | Ion Izagirre       | Espagne     | Astana-Premier Tech | + 1 min 15 s     |
| 10e | Mikel Landa        | Espagne     | Bahrain Victorious  | + 1 min 23 s     |

### 6eétape
| \| Classement de l'étape \| Classement de l'étape \| Classement de l'étape \| Classement de l'étape \| Classement de l'étape \| \| Coureur \| Coureur \| Pays \| Équipe \| Temps \| \| --------------------- \| --------------------- \| --------------------- \| --------------------- \| --------------------- \| \| 1er \| David Gaudu \| France \| Groupama-FDJ \| 3 h 05 min 42 s \| \| 2e \| Primož Roglič \| Slovénie \| Jumbo-Visma \| + 0 s \| \| 3e \| Alejandro Valverde \| Espagne \| Movistar Team \| + 35 s \| \| 4e \| Adam Yates \| Royaume-Uni \| Ineos Grenadiers \| + 35 s \| \| 5e \| Tadej Pogačar \| Slovénie \| UAE Team Emirates \| + 35 s \| \| 6e \| Jonas Vingegaard \| Danemark \| Jumbo-Visma \| + 35 s \| \| 7e \| Pello Bilbao \| Espagne \| Bahrain Victorious \| + 1 min 03 s \| \| 8e \| Esteban Chaves \| Colombie \| Team BikeExchange \| + 1 min 05 s \| \| 9e \| Mikel Landa \| Espagne \| Bahrain Victorious \| + 1 min 05 s \| \| 10e \| Mauri Vansevenant \| Belgique \| Deceuninck-Quick Step \| + 1 min 55 s \| |                    |             |                       |                 |
| |                    |             |                       |                 |
| Source : ProCyclingStats |                    |             |                       |                 |
| Classement de l'étape |                    |             |                       |                 |
| Coureur | Coureur            | Pays        | Équipe                | Temps           |
| 1er | David Gaudu        | France      | Groupama-FDJ          | 3 h 05 min 42 s |
| 2e | Primož Roglič      | Slovénie    | Jumbo-Visma           | + 0 s           |
| 3e | Alejandro Valverde | Espagne     | Movistar Team         | + 35 s          |
| 4e | Adam Yates         | Royaume-Uni | Ineos Grenadiers      | + 35 s          |
| 5e | Tadej Pogačar      | Slovénie    | UAE Team Emirates     | + 35 s          |
| 6e | Jonas Vingegaard   | Danemark    | Jumbo-Visma           | + 35 s          |
| 7e | Pello Bilbao       | Espagne     | Bahrain Victorious    | + 1 min 03 s    |
| 8e | Esteban Chaves     | Colombie    | Team BikeExchange     | + 1 min 05 s    |
| 9e | Mikel Landa        | Espagne     | Bahrain Victorious    | + 1 min 05 s    |
| 10e | Mauri Vansevenant  | Belgique    | Deceuninck-Quick Step | + 1 min 55 s    |

## Classements finals

### Classement général
| \| Classement général \| Classement général \| Classement général \| Classement général \| Classement général \| \| Coureur \| Coureur \| Pays \| Équipe \| Temps \| \| ------------------ \| ------------------ \| ------------------ \| ---------------------- \| ------------------ \| \| 1er \| Primož Roglič \| Slovénie \| Jumbo-Visma \| 19 h 11 min 36 s \| \| 2e \| Jonas Vingegaard \| Danemark \| Jumbo-Visma \| + 52 s \| \| 3e \| Tadej Pogačar \| Slovénie \| UAE Team Emirates \| + 1 min 07 s \| \| 4e \| Adam Yates \| Royaume-Uni \| Ineos Grenadiers \| + 1 min 26 s \| \| 5e \| David Gaudu \| France \| Groupama-FDJ \| + 1 min 27 s \| \| 6e \| Pello Bilbao \| Espagne \| Bahrain Victorious \| + 1 min 28 s \| \| 7e \| Alejandro Valverde \| Espagne \| Movistar Team \| + 1 min 33 s \| \| 8e \| Mikel Landa \| Espagne \| Bahrain Victorious \| + 2 min 17 s \| \| 9e \| Esteban Chaves \| Colombie \| Team BikeExchange \| + 2 min 38 s \| \| 10e \| Ion Izagirre \| Espagne \| Astana-Premier Tech \| + 2 min 59 s \| \| 11e \| Mauri Vansevenant \| Belgique \| Deceuninck-Quick Step \| + 3 min 16 s \| \| 12e \| Hugh Carthy \| Royaume-Uni \| EF Education-Nippo \| + 4 min 19 s \| \| 13e \| Emanuel Buchmann \| Allemagne \| Bora-Hansgrohe \| + 5 min 01 s \| \| 14e \| James Knox \| Royaume-Uni \| Deceuninck-Quick Step \| + 5 min 32 s \| \| 15e \| Jakob Fuglsang \| Danemark \| Astana-Premier Tech \| + 5 min 54 s \| \| 16e \| Rubén Fernández \| Espagne \| Cofidis \| + 5 min 57 s \| \| 17e \| Brandon McNulty \| États-Unis \| UAE Team Emirates \| + 7 min 46 s \| \| 18e \| Enric Mas \| Espagne \| Movistar Team \| + 8 min 04 s \| \| 19e \| Richard Carapaz \| Équateur \| Ineos Grenadiers \| + 9 min 37 s \| \| 20e \| Patrick Bevin \| Nouvelle-Zélande \| Israel Start-Up Nation \| + 9 min 46 s \| \| 21e \| Gino Mäder \| Suisse \| Bahrain Victorious \| + 12 min 02 s \| \| 22e \| Pierre Latour \| France \| Total Direct Énergie \| + 13 min 17 s \| \| 23e \| Ben O'Connor \| Australie \| AG2R Citroën Team \| + 15 min 38 s \| \| 24e \| Fabio Aru \| Italie \| Qhubeka Assos \| + 16 min 24 s \| \| 25e \| Sam Oomen \| Pays-Bas \| Jumbo-Visma \| + 16 min 46 s \| |                    |                  |                        |                  |
| |                    |                  |                        |                  |
| Source : ProCyclingStats |                    |                  |                        |                  |
| Classement général |                    |                  |                        |                  |
| Coureur | Coureur            | Pays             | Équipe                 | Temps            |
| 1er | Primož Roglič      | Slovénie         | Jumbo-Visma            | 19 h 11 min 36 s |
| 2e | Jonas Vingegaard   | Danemark         | Jumbo-Visma            | + 52 s           |
| 3e | Tadej Pogačar      | Slovénie         | UAE Team Emirates      | + 1 min 07 s     |
| 4e | Adam Yates         | Royaume-Uni      | Ineos Grenadiers       | + 1 min 26 s     |
| 5e | David Gaudu        | France           | Groupama-FDJ           | + 1 min 27 s     |
| 6e | Pello Bilbao       | Espagne          | Bahrain Victorious     | + 1 min 28 s     |
| 7e | Alejandro Valverde | Espagne          | Movistar Team          | + 1 min 33 s     |
| 8e | Mikel Landa        | Espagne          | Bahrain Victorious     | + 2 min 17 s     |
| 9e | Esteban Chaves     | Colombie         | Team BikeExchange      | + 2 min 38 s     |
| 10e | Ion Izagirre       | Espagne          | Astana-Premier Tech    | + 2 min 59 s     |
| 11e | Mauri Vansevenant  | Belgique         | Deceuninck-Quick Step  | + 3 min 16 s     |
| 12e | Hugh Carthy        | Royaume-Uni      | EF Education-Nippo     | + 4 min 19 s     |
| 13e | Emanuel Buchmann   | Allemagne        | Bora-Hansgrohe         | + 5 min 01 s     |
| 14e | James Knox         | Royaume-Uni      | Deceuninck-Quick Step  | + 5 min 32 s     |
| 15e | Jakob Fuglsang     | Danemark         | Astana-Premier Tech    | + 5 min 54 s     |
| 16e | Rubén Fernández    | Espagne          | Cofidis                | + 5 min 57 s     |
| 17e | Brandon McNulty    | États-Unis       | UAE Team Emirates      | + 7 min 46 s     |
| 18e | Enric Mas          | Espagne          | Movistar Team          | + 8 min 04 s     |
| 19e | Richard Carapaz    | Équateur         | Ineos Grenadiers       | + 9 min 37 s     |
| 20e | Patrick Bevin      | Nouvelle-Zélande | Israel Start-Up Nation | + 9 min 46 s     |
| 21e | Gino Mäder         | Suisse           | Bahrain Victorious     | + 12 min 02 s    |
| 22e | Pierre Latour      | France           | Total Direct Énergie   | + 13 min 17 s    |
| 23e | Ben O'Connor       | Australie        | AG2R Citroën Team      | + 15 min 38 s    |
| 24e | Fabio Aru          | Italie           | Qhubeka Assos          | + 16 min 24 s    |
| 25e | Sam Oomen          | Pays-Bas         | Jumbo-Visma            | + 16 min 46 s    |

| Classement par points | Classement par points | Classement par points | Classement par points | Classement par points |
| Coureur               | Coureur               | Pays                  | Équipe                | Points                |
| --------------------- | --------------------- | --------------------- | --------------------- | --------------------- |
| 1er                   | Primož Roglič         | Slovénie              | Jumbo-Visma           | 106 pts               |
| 2e                    | Tadej Pogačar         | Slovénie              | UAE Team Emirates     | 75 pts                |
| 3e                    | David Gaudu           | France                | Groupama-FDJ          | 61 pts                |
| 4e                    | Jonas Vingegaard      | Danemark              | Jumbo-Visma           | 48 pts                |
| 5e                    | Alejandro Valverde    | Espagne               | Movistar Team         | 44 pts                |
| 6e                    | Brandon McNulty       | États-Unis            | UAE Team Emirates     | 42 pts                |
| 7e                    | Adam Yates            | Royaume-Uni           | Ineos Grenadiers      | 41 pts                |
| 8e                    | Alex Aranburu         | Espagne               | Astana-Premier Tech   | 37 pts                |
| 9e                    | Pello Bilbao          | Espagne               | Bahrain Victorious    | 36 pts                |
| 10e                   | Ion Izagirre          | Espagne               | Astana-Premier Tech   | 35 pts                |

| Classement par points | Classement par points | Classement par points | Classement par points | Classement par points |
| Coureur               | Coureur               | Pays                  | Équipe                | Points                |
| --------------------- | --------------------- | --------------------- | --------------------- | --------------------- |
| 1er                   | Primož Roglič         | Slovénie              | Jumbo-Visma           | 106 pts               |
| 2e                    | Tadej Pogačar         | Slovénie              | UAE Team Emirates     | 75 pts                |
| 3e                    | David Gaudu           | France                | Groupama-FDJ          | 61 pts                |
| 4e                    | Jonas Vingegaard      | Danemark              | Jumbo-Visma           | 48 pts                |
| 5e                    | Alejandro Valverde    | Espagne               | Movistar Team         | 44 pts                |
| 6e                    | Brandon McNulty       | États-Unis            | UAE Team Emirates     | 42 pts                |
| 7e                    | Adam Yates            | Royaume-Uni           | Ineos Grenadiers      | 41 pts                |
| 8e                    | Alex Aranburu         | Espagne               | Astana-Premier Tech   | 37 pts                |
| 9e                    | Pello Bilbao          | Espagne               | Bahrain Victorious    | 36 pts                |
| 10e                   | Ion Izagirre          | Espagne               | Astana-Premier Tech   | 35 pts                |

| Classement de la montagne | Classement de la montagne | Classement de la montagne | Classement de la montagne          | Classement de la montagne |
| Coureur                   | Coureur                   | Pays                      | Équipe                             | Points                    |
| ------------------------- | ------------------------- | ------------------------- | ---------------------------------- | ------------------------- |
| 1er                       | Primož Roglič             | Slovénie                  | Jumbo-Visma                        | 34 pts                    |
| 2e                        | Tadej Pogačar             | Slovénie                  | UAE Team Emirates                  | 27 pts                    |
| 3e                        | David Gaudu               | France                    | Groupama-FDJ                       | 20 pts                    |
| 4e                        | Hugh Carthy               | Royaume-Uni               | EF Education-Nippo                 | 17 pts                    |
| 5e                        | Antwan Tolhoek            | Pays-Bas                  | Jumbo-Visma                        | 15 pts                    |
| 6e                        | Quinten Hermans           | Belgique                  | Intermarché-Wanty-Gobert Matériaux | 14 pts                    |
| 7e                        | Brandon McNulty           | États-Unis                | UAE Team Emirates                  | 12 pts                    |
| 8e                        | Patrick Bevin             | Nouvelle-Zélande          | Israel Start-Up Nation             | 11 pts                    |
| 9e                        | Ben O'Connor              | Australie                 | AG2R Citroën Team                  | 11 pts                    |
| 10e                       | Alejandro Valverde        | Espagne                   | Movistar Team                      | 11 pts                    |

| Classement de la montagne | Classement de la montagne | Classement de la montagne | Classement de la montagne          | Classement de la montagne |
| Coureur                   | Coureur                   | Pays                      | Équipe                             | Points                    |
| ------------------------- | ------------------------- | ------------------------- | ---------------------------------- | ------------------------- |
| 1er                       | Primož Roglič             | Slovénie                  | Jumbo-Visma                        | 34 pts                    |
| 2e                        | Tadej Pogačar             | Slovénie                  | UAE Team Emirates                  | 27 pts                    |
| 3e                        | David Gaudu               | France                    | Groupama-FDJ                       | 20 pts                    |
| 4e                        | Hugh Carthy               | Royaume-Uni               | EF Education-Nippo                 | 17 pts                    |
| 5e                        | Antwan Tolhoek            | Pays-Bas                  | Jumbo-Visma                        | 15 pts                    |
| 6e                        | Quinten Hermans           | Belgique                  | Intermarché-Wanty-Gobert Matériaux | 14 pts                    |
| 7e                        | Brandon McNulty           | États-Unis                | UAE Team Emirates                  | 12 pts                    |
| 8e                        | Patrick Bevin             | Nouvelle-Zélande          | Israel Start-Up Nation             | 11 pts                    |
| 9e                        | Ben O'Connor              | Australie                 | AG2R Citroën Team                  | 11 pts                    |
| 10e                       | Alejandro Valverde        | Espagne                   | Movistar Team                      | 11 pts                    |

| Classement du meilleur jeune | Classement du meilleur jeune | Classement du meilleur jeune | Classement du meilleur jeune | Classement du meilleur jeune |
| Coureur                      | Coureur                      | Pays                         | Équipe                       | Temps                        |
| ---------------------------- | ---------------------------- | ---------------------------- | ---------------------------- | ---------------------------- |
| 1er                          | Jonas Vingegaard             | Danemark                     | Jumbo-Visma                  | 19 h 12 min 28 s             |
| 2e                           | Tadej Pogačar                | Slovénie                     | UAE Team Emirates            | + 15 s                       |
| 3e                           | David Gaudu                  | France                       | Groupama-FDJ                 | + 35 s                       |
| 4e                           | Mauri Vansevenant            | Belgique                     | Deceuninck-Quick Step        | + 2 min 24 s                 |
| 5e                           | Brandon McNulty              | États-Unis                   | UAE Team Emirates            | + 6 min 54 s                 |
| 6e                           | Gino Mäder                   | Suisse                       | Bahrain Victorious           | + 11 min 10 s                |
| 7e                           | Sergio Higuita               | Colombie                     | EF Education-Nippo           | + 16 min 22 s                |
| 8e                           | Ilan Van Wilder              | Belgique                     | Team DSM                     | + 16 min 38 s                |
| 9e                           | Mark Donovan                 | Royaume-Uni                  | Team DSM                     | + 20 min 30 s                |
| 10e                          | Eddie Dunbar                 | Irlande                      | Ineos Grenadiers             | + 28 min 00 s                |

| Classement du meilleur jeune | Classement du meilleur jeune | Classement du meilleur jeune | Classement du meilleur jeune | Classement du meilleur jeune |
| Coureur                      | Coureur                      | Pays                         | Équipe                       | Temps                        |
| ---------------------------- | ---------------------------- | ---------------------------- | ---------------------------- | ---------------------------- |
| 1er                          | Jonas Vingegaard             | Danemark                     | Jumbo-Visma                  | 19 h 12 min 28 s             |
| 2e                           | Tadej Pogačar                | Slovénie                     | UAE Team Emirates            | + 15 s                       |
| 3e                           | David Gaudu                  | France                       | Groupama-FDJ                 | + 35 s                       |
| 4e                           | Mauri Vansevenant            | Belgique                     | Deceuninck-Quick Step        | + 2 min 24 s                 |
| 5e                           | Brandon McNulty              | États-Unis                   | UAE Team Emirates            | + 6 min 54 s                 |
| 6e                           | Gino Mäder                   | Suisse                       | Bahrain Victorious           | + 11 min 10 s                |
| 7e                           | Sergio Higuita               | Colombie                     | EF Education-Nippo           | + 16 min 22 s                |
| 8e                           | Ilan Van Wilder              | Belgique                     | Team DSM                     | + 16 min 38 s                |
| 9e                           | Mark Donovan                 | Royaume-Uni                  | Team DSM                     | + 20 min 30 s                |
| 10e                          | Eddie Dunbar                 | Irlande                      | Ineos Grenadiers             | + 28 min 00 s                |

| Classement par équipes | Classement par équipes | Classement par équipes | Classement par équipes |
| Équipe                 | Équipe                 | Pays                   | Temps                  |
| ---------------------- | ---------------------- | ---------------------- | ---------------------- |
| 1re                    | Jumbo-Visma            | Pays-Bas               | 57 h 47 min 23 s       |
| 2e                     | Bahrain Victorious     | Bahreïn                | + 3 min 18 s           |
| 3e                     | UAE Team Emirates      | Émirats arabes unis    | + 18 min 04 s          |
| 4e                     | Astana-Premier Tech    | Kazakhstan             | + 18 min 26 s          |
| 5e                     | Deceuninck-Quick Step  | Belgique               | + 20 min 04 s          |
| 6e                     | Movistar Team          | Espagne                | + 23 min 14 s          |
| 7e                     | Ineos Grenadiers       | Royaume-Uni            | + 26 min 53 s          |
| 8e                     | Cofidis                | France                 | + 30 min 30 s          |
| 9e                     | Bora-Hansgrohe         | Allemagne              | + 32 min 45 s          |
| 10e                    | Team BikeExchange      | Australie              | + 53 min 34 s          |

| Classement par équipes | Classement par équipes | Classement par équipes | Classement par équipes |
| Équipe                 | Équipe                 | Pays                   | Temps                  |
| ---------------------- | ---------------------- | ---------------------- | ---------------------- |
| 1re                    | Jumbo-Visma            | Pays-Bas               | 57 h 47 min 23 s       |
| 2e                     | Bahrain Victorious     | Bahreïn                | + 3 min 18 s           |
| 3e                     | UAE Team Emirates      | Émirats arabes unis    | + 18 min 04 s          |
| 4e                     | Astana-Premier Tech    | Kazakhstan             | + 18 min 26 s          |
| 5e                     | Deceuninck-Quick Step  | Belgique               | + 20 min 04 s          |
| 6e                     | Movistar Team          | Espagne                | + 23 min 14 s          |
| 7e                     | Ineos Grenadiers       | Royaume-Uni            | + 26 min 53 s          |
| 8e                     | Cofidis                | France                 | + 30 min 30 s          |
| 9e                     | Bora-Hansgrohe         | Allemagne              | + 32 min 45 s          |
| 10e                    | Team BikeExchange      | Australie              | + 53 min 34 s          |

## Classements UCI
La course attribue des points au Classement mondial UCI 2021 selon le barème suivant.
| Position           | 1er | 2e  | 3e  | 4e  | 5e  | 6e  | 7e  | 8e  | 9e | 10e | 11e | 12e | 13e | 14e | 15e | 16e à 20e | 21e à 30e | 31e à 50e | 51e à 55e | 56e à 60e |
| Classement général | 400 | 320 | 260 | 220 | 180 | 140 | 120 | 100 | 80 | 68  | 56  | 48  | 40  | 32  | 28  | 24        | 16        | 8         | 4         | 2         |
| Par étapes         | 50  | 20  | 8   |     |     |     |     |     |    |     |     |     |     |     |     |           |           |           |           |           |
| Leader             | 8   |     |     |     |     |     |     |     |    |     |     |     |     |     |     |           |           |           |           |           |

| Rang | Coureur            | Équipe              | Général | Etape | Leader | Total |
| ---- | ------------------ | ------------------- | ------- | ----- | ------ | ----- |
| 1er  | Primož Roglič      | Jumbo-Visma         | 400     | 90    | 24     | 514   |
| 2e   | Jonas Vingegaard   | Jumbo-Visma         | 320     | 8     | 0      | 328   |
| 3e   | Tadej Pogačar      | UAE Emirates        | 260     | 58    | 0      | 318   |
| 4e   | David Gaudu        | Groupama-FDJ        | 180     | 50    | 0      | 230   |
| 5e   | Adam Yates         | Ineos Grenadiers    | 220     | 0     | 0      | 220   |
| 6e   | Pello Bilbao       | Bahrain Victorious  | 140     | 20    | 0      | 160   |
| 7e   | Alejandro Valverde | Bahrain Victorious  | 120     | 16    | 0      | 136   |
| 8e   | Ion Izagirre       | Astana-Premier Tech | 68      | 50    | 0      | 118   |
| 9e   | Mikel Landa        | Movistar            | 100     | 0     | 0      | 100   |
| 10e  | Esteban Chaves     | BikeExchange        | 80      | 0     | 0      | 80    |

## Évolution des classements
| Étape              | Vainqueur          | Classement général | Classement par points | Classement de la montagne | Classement du meilleur jeune |
| ------------------ | ------------------ | ------------------ | --------------------- | ------------------------- | ---------------------------- |
| 1                  | Primož Roglič      | Primož Roglič      | Primož Roglič         | Tadej Pogačar             | Brandon McNulty              |
| 2                  | Alex Aranburu      | Primož Roglič      | Primož Roglič         | Maximilian Schachmann     | Brandon McNulty              |
| 3                  | Tadej Pogačar      | Primož Roglič      | Primož Roglič         | Tadej Pogačar             | Tadej Pogačar                |
| 4                  | Ion Izagirre       | Brandon McNulty    | Primož Roglič         | Tadej Pogačar             | Brandon McNulty              |
| 5                  | Mikkel Honoré      | Brandon McNulty    | Primož Roglič         | Tadej Pogačar             | Brandon McNulty              |
| 6                  | David Gaudu        | Primož Roglič      | Primož Roglič         | Primož Roglič             | Jonas Vingegaard             |
| Classements finals | Classements finals | Primož Roglič      | Primož Roglič         | Primož Roglič             | Jonas Vingegaard             |

## Liste des participants
- Liste de départ complète

| Légende                             | Légende                                                                                                  | Légende                                | Légende                                                                                         |
| ----------------------------------- | --- | -------------------------------------- | ----------------------------------------------------------------------------------------------- |
| Num                                 | Dossard de départ porté par le coureur sur ce Tour du Pays basque                                        | Pos                                    | Position finale au classement général                                                           |
| Leader du classement général        | Indique le vainqueur du classement général                                                               | Leader du classement par points        | Indique le vainqueur du classement par points                                                   |
| Leader du classement de la montagne | Indique le vainqueur du classement de la montagne                                                        | Leader du classement du meilleur jeune | Indique le vainqueur du classement du meilleur jeune                                            |
|                                     | Indique un maillot de champion national ou mondial, suivi de sa spécialité                               | #                                      | Indique la meilleure équipe                                                                     |
| NP                                  | Indique un coureur qui n'a pas pris le départ d'une étape, suivi du numéro de l'étape où il s'est retiré | AB                                     | Indique un coureur qui n'a pas terminé une étape, suivi du numéro de l'étape où il s'est retiré |
| HD                                  | Indique un coureur qui a terminé une étape hors des délais, suivi du numéro de l'étape                   | *                                      | Indique un coureur en lice pour le classement du meilleur jeune (coureurs nés après le )        |

| Astana-Premier Tech APT | Astana-Premier Tech APT                 | Astana-Premier Tech APT |
| ----------------------- | --------------------------------------- | ----------------------- |
| Num                     | Coureur                                 | Pos                     |
| 1                       | Ion Izagirre (ESP)                      | 10e                     |
| 2                       | Jakob Fuglsang (DEN)                    | 15e                     |
| 3                       | Alex Aranburu (ESP)                     | 38e                     |
| 4                       | Stefan de Bod (RSA)                     | 93e                     |
| 5                       | Omar Fraile (ESP)                       | 71e                     |
| 6                       | Alexey Lutsenko (KAZ) (route et chrono) | 78e                     |
| 7                       | Óscar Rodríguez Garaicoechea (ESP)      | 94e                     |

| Bora-Hansgrohe BOH | Bora-Hansgrohe BOH          | Bora-Hansgrohe BOH |
| ------------------ | --------------------------- | ------------------ |
| Num                | Coureur                     | Pos                |
| 11                 | Giovanni Aleotti (ITA)      | 84e                |
| 12                 | Cesare Benedetti (ITA)      | AB-6               |
| 13                 | Emanuel Buchmann (GER)      | 13e                |
| 14                 | Wilco Kelderman (NED)       | AB-3               |
| 15                 | Patrick Konrad (AUT)        | 36e                |
| 16                 | Maximilian Schachmann (GER) | 27e                |
| 17                 | Ide Schelling (NED)         | AB-6               |

| Team BikeExchange BEX | Team BikeExchange BEX         | Team BikeExchange BEX |
| --------------------- | ----------------------------- | --------------------- |
| Num                   | Coureur                       | Pos                   |
| 21                    | Esteban Chaves (COL)          | 9e                    |
| 22                    | Dion Smith (NZL)              | AB-6                  |
| 23                    | Mikel Nieve (ESP)             | 49e                   |
| 24                    | Tsgabu Grmay (ETH) (chrono)   | 65e                   |
| 25                    | Damien Howson (AUS)           | AB-6                  |
| 26                    | Christopher Juul Jensen (DEN) | 88e                   |
| 27                    | Amund Grøndahl Jansen (NOR)   | NP-3                  |

| UAE Team Emirates UAD | UAE Team Emirates UAD        | UAE Team Emirates UAD |
| --------------------- | ---------------------------- | --------------------- |
| Num                   | Coureur                      | Pos                   |
| 31                    | Tadej Pogačar (SLO) (chrono) | 3e                    |
| 32                    | Valerio Conti (ITA)          | AB-6                  |
| 33                    | Brandon McNulty (USA)        | 17e                   |
| 34                    | Diego Ulissi (ITA)           | 34e                   |
| 35                    | Marc Hirschi (SUI)           | 47e                   |
| 36                    | Rafał Majka (POL)            | 39e                   |
| 37                    | Jan Polanc (SLO)             | 60e                   |

| Groupama-FDJ GFC | Groupama-FDJ GFC         | Groupama-FDJ GFC |
| ---------------- | ------------------------ | ---------------- |
| Num              | Coureur                  | Pos              |
| 41               | Bruno Armirail (FRA)     | AB-6             |
| 42               | Clément Davy (FRA)       | AB-4             |
| 43               | David Gaudu (FRA)        | 5e               |
| 44               | Matthieu Ladagnous (FRA) | 89e              |
| 45               | Miles Scotson (AUS)      | AB-6             |
| 46               | Romain Seigle (FRA)      | 79e              |
| 47               | Lars van den Berg (NED)  | 95e              |

| Movistar Team MOV | Movistar Team MOV        | Movistar Team MOV |
| ----------------- | ------------------------ | ----------------- |
| Num               | Coureur                  | Pos               |
| 51                | Jorge Arcas (ESP)        | 96e               |
| 52                | Héctor Carretero (ESP)   | AB-6              |
| 53                | Enric Mas (ESP)          | 18e               |
| 54                | Sergio Samitier (ESP)    | 72e               |
| 55                | Einer Rubio (COL)        | 86e               |
| 56                | Alejandro Valverde (ESP) | 7e                |
| 57                | Carlos Verona (ESP)      | 58e               |

| EF Education-Nippo EFN | EF Education-Nippo EFN         | EF Education-Nippo EFN |
| ---------------------- | ------------------------------ | ---------------------- |
| Num                    | Coureur                        | Pos                    |
| 61                     | Hugh Carthy (GBR)              | 12e                    |
| 62                     | Jonathan Caicedo (ECU) (route) | AB-6                   |
| 63                     | Diego Camargo (COL)            | AB-6                   |
| 64                     | Sergio Higuita (COL) (route)   | 28e                    |
| 65                     | Alex Howes (USA) (route)       | AB-6                   |
| 66                     | Magnus Cort Nielsen (DEN)      | AB-6                   |
| 67                     | James Whelan (AUS)             | NP-3                   |

| Trek-Segafredo TFS | Trek-Segafredo TFS     | Trek-Segafredo TFS |
| ------------------ | ---------------------- | ------------------ |
| Num                | Coureur                | Pos                |
| 71                 | Bauke Mollema (NED)    | AB-6               |
| 72                 | Julien Bernard (FRA)   | 73e                |
| 73                 | Nicola Conci (ITA)     | AB-6               |
| 74                 | Niklas Eg (DEN)        | 41e                |
| 75                 | Alexander Kamp (DEN)   | AB-6               |
| 76                 | Juan Pedro López (ESP) | 50e                |
| 77                 | Toms Skujiņš (LAT)     | AB-6               |

| Deceuninck-Quick Step DQT | Deceuninck-Quick Step DQT   | Deceuninck-Quick Step DQT |
| ------------------------- | --------------------------- | ------------------------- |
| Num                       | Coureur                     | Pos                       |
| 81                        | Mattia Cattaneo (ITA)       | AB-6                      |
| 82                        | Josef Černý (CZE) (chrono)  | AB-6                      |
| 83                        | Ian Garrison (USA) (chrono) | AB-6                      |
| 84                        | Mikkel Honoré (DEN)         | 83e                       |
| 85                        | James Knox (GBR)            | 14e                       |
| 86                        | Pieter Serry (BEL)          | 54e                       |
| 87                        | Mauri Vansevenant (BEL)     | 11e                       |

| Cofidis COF | Cofidis COF            | Cofidis COF |
| ----------- | ---------------------- | ----------- |
| Num         | Coureur                | Pos         |
| 91          | Fernando Barceló (ESP) | 77e         |
| 92          | Rubén Fernández (ESP)  | 16e         |
| 93          | Simon Geschke (GER)    | AB-6        |
| 94          | Jesús Herrada (ESP)    | 46e         |
| 95          | Guillaume Martin (FRA) | 31e         |
| 96          | Nicolas Edet (FRA)     | 68e         |
| 97          | Anthony Perez (FRA)    | 82e         |

| Lotto-Soudal LTS | Lotto-Soudal LTS         | Lotto-Soudal LTS |
| ---------------- | ------------------------ | ---------------- |
| Num              | Coureur                  | Pos              |
| 101              | Sylvain Moniquet (BEL)   | 61e              |
| 102              | Thomas De Gendt (BEL)    | AB-6             |
| 103              | Matthew Holmes (GBR)     | AB-6             |
| 104              | Sébastien Grignard (BEL) | AB-6             |
| 105              | Tomasz Marczyński (POL)  | AB-6             |
| 106              | Filippo Conca (ITA)      | 101e             |
| 107              | Stefano Oldani (ITA)     | AB-6             |

| Ineos Grenadiers IGD | Ineos Grenadiers IGD     | Ineos Grenadiers IGD |
| -------------------- | ------------------------ | -------------------- |
| Num                  | Coureur                  | Pos                  |
| 111                  | Adam Yates (GBR)         | 4e                   |
| 112                  | Andrey Amador (CRC)      | AB-6                 |
| 113                  | Richard Carapaz (ECU)    | 19e                  |
| 114                  | Laurens De Plus (BEL)    | AB-6                 |
| 115                  | Eddie Dunbar (IRL)       | 42e                  |
| 116                  | Tao Geoghegan Hart (GBR) | AB-6                 |
| 117                  | Ben Swift (GBR) (route)  | AB-6                 |

| Intermarché-Wanty-Gobert Matériaux IWG | Intermarché-Wanty-Gobert Matériaux IWG | Intermarché-Wanty-Gobert Matériaux IWG |
| -------------------------------------- | -------------------------------------- | -------------------------------------- |
| Num                                    | Coureur                                | Pos                                    |
| 121                                    | Théo Delacroix (FRA)                   | AB-6                                   |
| 122                                    | Odd Christian Eiking (NOR)             | 33e                                    |
| 123                                    | Alexander Evans (AUS)                  | AB-6                                   |
| 124                                    | Quinten Hermans (BEL)                  | 30e                                    |
| 125                                    | Maurits Lammertink (NED)               | 45e                                    |
| 126                                    | Lorenzo Rota (ITA)                     | AB-6                                   |
| 127                                    | Georg Zimmermann (GER)                 | AB-5                                   |

| Team DSM DSM | Team DSM DSM                      | Team DSM DSM |
| ------------ | --------------------------------- | ------------ |
| Num          | Coureur                           | Pos          |
| 131          | Romain Combaud (FRA)              | 63e          |
| 132          | Mark Donovan (GBR)                | 32e          |
| 133          | Felix Gall (AUT)                  | 85e          |
| 134          | Andreas Leknessund (NOR) (chrono) | AB-6         |
| 135          | Martijn Tusveld (NED)             | AB-6         |
| 136          | Kevin Vermaerke (USA)             | NP-4         |
| 137          | Ilan Van Wilder (BEL)             | 29e          |

| Jumbo-Visma TJV | Jumbo-Visma TJV             | Jumbo-Visma TJV |
| --------------- | --------------------------- | --------------- |
| Num             | Coureur                     | Pos             |
| 141             | Primož Roglič (SLO) (route) | 1er             |
| 142             | Tobias Foss (NOR)           | 48e             |
| 143             | Christoph Pfingsten (GER)   | 103e            |
| 144             | Lennard Hofstede (NED)      | AB-6            |
| 145             | Antwan Tolhoek (NED)        | 37e             |
| 146             | Sam Oomen (NED)             | 25e             |
| 147             | Jonas Vingegaard (DEN)      | 2e              |

| AG2R Citroën Team ACT | AG2R Citroën Team ACT        | AG2R Citroën Team ACT |
| --------------------- | ---------------------------- | --------------------- |
| Num                   | Coureur                      | Pos                   |
| 151                   | Benoît Cosnefroy (FRA)       | NP-5                  |
| 152                   | Ben Gastauer (LUX)           | 80e                   |
| 153                   | Mathias Frank (SUI)          | AB-6                  |
| 154                   | Ben O'Connor (AUS)           | 23e                   |
| 155                   | Aurélien Paret-Peintre (FRA) | 52e                   |
| 156                   | Nicolas Prodhomme (FRA)      | 57e                   |
| 157                   | Lawrence Warbasse (USA)      | 55e                   |

| Israel Start-Up Nation ISN | Israel Start-Up Nation ISN | Israel Start-Up Nation ISN |
| -------------------------- | -------------------------- | -------------------------- |
| Num                        | Coureur                    | Pos                        |
| 161                        | Michael Woods (CAN)        | NP-4                       |
| 162                        | Patrick Bevin (NZL)        | 20e                        |
| 163                        | Alexander Cataford (CAN)   | AB-6                       |
| 164                        | Ben Hermans (BEL)          | AB-6                       |
| 165                        | Daryl Impey (RSA)          | 59e                        |
| 166                        | Krists Neilands (LAT)      | 69e                        |
| 167                        | James Piccoli (CAN)        | AB-4                       |

| Bahrain Victorious TBV | Bahrain Victorious TBV      | Bahrain Victorious TBV |
| ---------------------- | --------------------------- | ---------------------- |
| Num                    | Coureur                     | Pos                    |
| 171                    | Mikel Landa (ESP)           | 8e                     |
| 172                    | Yukiya Arashiro (JPN)       | 81e                    |
| 173                    | Pello Bilbao (ESP) (chrono) | 6e                     |
| 174                    | Eros Capecchi (ITA)         | AB-6                   |
| 175                    | Gino Mäder (SUI)            | 21e                    |
| 176                    | Mark Padun (UKR)            | 91e                    |
| 177                    | Rafael Valls (ESP)          | AB-6                   |

| Qhubeka Assos TQA | Qhubeka Assos TQA       | Qhubeka Assos TQA |
| ----------------- | ----------------------- | ----------------- |
| Num               | Coureur                 | Pos               |
| 181               | Fabio Aru (ITA)         | 24e               |
| 182               | Sean Bennett (USA)      | 90e               |
| 183               | Simon Clarke (AUS)      | NP-6              |
| 185               | Bert-Jan Lindeman (NED) | AB-6              |
| 186               | Mauro Schmid (SUI)      | 92e               |
| 187               | Kilian Frankiny (SUI)   | 98e               |

| Caja Rural-Seguros RGA CJR | Caja Rural-Seguros RGA CJR | Caja Rural-Seguros RGA CJR |
| -------------------------- | -------------------------- | -------------------------- |
| Num                        | Coureur                    | Pos                        |
| 191                        | Jonathan Lastra (ESP)      | 26e                        |
| 192                        | Jon Barrenetxea (ESP)      | 87e                        |
| 193                        | Jon Aberasturi (ESP)       | AB-6                       |
| 194                        | Jon Irisarri (ESP)         | AB-6                       |
| 195                        | Alejandro Osorio (COL)     | 56e                        |
| 196                        | Oier Lazkano (ESP)         | AB-6                       |
| 197                        | Jefferson Cepeda (ECU)     | 62e                        |

| Burgos-BH BBH | Burgos-BH BBH            | Burgos-BH BBH |
| ------------- | ------------------------ | ------------- |
| Num           | Coureur                  | Pos           |
| 201           | Ángel Madrazo (ESP)      | 67e           |
| 202           | Ander Okamika (ESP)      | 97e           |
| 203           | Daniel Navarro (ESP)     | 64e           |
| 204           | Carlos Canal (ESP)       |               |
| 205           | Óscar Cabedo (ESP)       | 66e           |
| 206           | Jesús Ezquerra (ESP)     | 40e           |
| 207           | Juan Felipe Osorio (COL) | HD-6          |

| Total Direct Énergie TDE | Total Direct Énergie TDE | Total Direct Énergie TDE |
| ------------------------ | ------------------------ | ------------------------ |
| Num                      | Coureur                  | Pos                      |
| 211                      | Mathieu Burgaudeau (FRA) | 75e                      |
| 212                      | Víctor de la Parte (ESP) | NP-5                     |
| 213                      | Fabien Doubey (FRA)      | 51e                      |
| 214                      | Fabien Grellier (FRA)    | AB-6                     |
| 215                      | Pierre Latour (FRA)      | 22e                      |
| 216                      | Cristian Rodríguez (ESP) | 35e                      |
| 217                      | Julien Simon (FRA)       | AB-6                     |

| Equipo Kern Pharma EKP | Equipo Kern Pharma EKP   | Equipo Kern Pharma EKP |
| ---------------------- | ------------------------ | ---------------------- |
| Num                    | Coureur                  | Pos                    |
| 221                    | Roger Adrià (ESP)        | 76e                    |
| 222                    | Francisco Galván (ESP)   | NP-1                   |
| 223                    | Urko Berrade (ESP)       | AB-6                   |
| 224                    | Martí Márquez (ESP)      | NP-1                   |
| 225                    | José Félix Parra (ESP)   | 44e                    |
| 226                    | Jon Agirre (ESP)         | 43e                    |
| 227                    | Raúl García Pierna (ESP) | 100e                   |

| Euskaltel-Euskadi EUS | Euskaltel-Euskadi EUS | Euskaltel-Euskadi EUS |
| --------------------- | --------------------- | --------------------- |
| Num                   | Coureur               | Pos                   |
| 231                   | Mikel Aristi (ESP)    | 102e                  |
| 232                   | Mikel Bizkarra (ESP)  | NP-3                  |
| 233                   | Unai Cuadrado (ESP)   | AB-6                  |
| 234                   | Mikel Iturria (ESP)   | 99e                   |
| 235                   | Txomin Juaristi (ESP) | 74e                   |
| 236                   | Gotzon Martín (ESP)   | 53e                   |
| 237                   | Luis Ángel Maté (ESP) | 70e                   |

| Astana-Premier Tech APT | Astana-Premier Tech APT                 | Astana-Premier Tech APT |
| ----------------------- | --------------------------------------- | ----------------------- |
| Num                     | Coureur                                 | Pos                     |
| 1                       | Ion Izagirre (ESP)                      | 10e                     |
| 2                       | Jakob Fuglsang (DEN)                    | 15e                     |
| 3                       | Alex Aranburu (ESP)                     | 38e                     |
| 4                       | Stefan de Bod (RSA)                     | 93e                     |
| 5                       | Omar Fraile (ESP)                       | 71e                     |
| 6                       | Alexey Lutsenko (KAZ) (route et chrono) | 78e                     |
| 7                       | Óscar Rodríguez Garaicoechea (ESP)      | 94e                     |

| Bora-Hansgrohe BOH | Bora-Hansgrohe BOH          | Bora-Hansgrohe BOH |
| ------------------ | --------------------------- | ------------------ |
| Num                | Coureur                     | Pos                |
| 11                 | Giovanni Aleotti (ITA)      | 84e                |
| 12                 | Cesare Benedetti (ITA)      | AB-6               |
| 13                 | Emanuel Buchmann (GER)      | 13e                |
| 14                 | Wilco Kelderman (NED)       | AB-3               |
| 15                 | Patrick Konrad (AUT)        | 36e                |
| 16                 | Maximilian Schachmann (GER) | 27e                |
| 17                 | Ide Schelling (NED)         | AB-6               |

| Team BikeExchange BEX | Team BikeExchange BEX         | Team BikeExchange BEX |
| --------------------- | ----------------------------- | --------------------- |
| Num                   | Coureur                       | Pos                   |
| 21                    | Esteban Chaves (COL)          | 9e                    |
| 22                    | Dion Smith (NZL)              | AB-6                  |
| 23                    | Mikel Nieve (ESP)             | 49e                   |
| 24                    | Tsgabu Grmay (ETH) (chrono)   | 65e                   |
| 25                    | Damien Howson (AUS)           | AB-6                  |
| 26                    | Christopher Juul Jensen (DEN) | 88e                   |
| 27                    | Amund Grøndahl Jansen (NOR)   | NP-3                  |

| UAE Team Emirates UAD | UAE Team Emirates UAD        | UAE Team Emirates UAD |
| --------------------- | ---------------------------- | --------------------- |
| Num                   | Coureur                      | Pos                   |
| 31                    | Tadej Pogačar (SLO) (chrono) | 3e                    |
| 32                    | Valerio Conti (ITA)          | AB-6                  |
| 33                    | Brandon McNulty (USA)        | 17e                   |
| 34                    | Diego Ulissi (ITA)           | 34e                   |
| 35                    | Marc Hirschi (SUI)           | 47e                   |
| 36                    | Rafał Majka (POL)            | 39e                   |
| 37                    | Jan Polanc (SLO)             | 60e                   |

| Groupama-FDJ GFC | Groupama-FDJ GFC         | Groupama-FDJ GFC |
| ---------------- | ------------------------ | ---------------- |
| Num              | Coureur                  | Pos              |
| 41               | Bruno Armirail (FRA)     | AB-6             |
| 42               | Clément Davy (FRA)       | AB-4             |
| 43               | David Gaudu (FRA)        | 5e               |
| 44               | Matthieu Ladagnous (FRA) | 89e              |
| 45               | Miles Scotson (AUS)      | AB-6             |
| 46               | Romain Seigle (FRA)      | 79e              |
| 47               | Lars van den Berg (NED)  | 95e              |

| Movistar Team MOV | Movistar Team MOV        | Movistar Team MOV |
| ----------------- | ------------------------ | ----------------- |
| Num               | Coureur                  | Pos               |
| 51                | Jorge Arcas (ESP)        | 96e               |
| 52                | Héctor Carretero (ESP)   | AB-6              |
| 53                | Enric Mas (ESP)          | 18e               |
| 54                | Sergio Samitier (ESP)    | 72e               |
| 55                | Einer Rubio (COL)        | 86e               |
| 56                | Alejandro Valverde (ESP) | 7e                |
| 57                | Carlos Verona (ESP)      | 58e               |

| EF Education-Nippo EFN | EF Education-Nippo EFN         | EF Education-Nippo EFN |
| ---------------------- | ------------------------------ | ---------------------- |
| Num                    | Coureur                        | Pos                    |
| 61                     | Hugh Carthy (GBR)              | 12e                    |
| 62                     | Jonathan Caicedo (ECU) (route) | AB-6                   |
| 63                     | Diego Camargo (COL)            | AB-6                   |
| 64                     | Sergio Higuita (COL) (route)   | 28e                    |
| 65                     | Alex Howes (USA) (route)       | AB-6                   |
| 66                     | Magnus Cort Nielsen (DEN)      | AB-6                   |
| 67                     | James Whelan (AUS)             | NP-3                   |

| Trek-Segafredo TFS | Trek-Segafredo TFS     | Trek-Segafredo TFS |
| ------------------ | ---------------------- | ------------------ |
| Num                | Coureur                | Pos                |
| 71                 | Bauke Mollema (NED)    | AB-6               |
| 72                 | Julien Bernard (FRA)   | 73e                |
| 73                 | Nicola Conci (ITA)     | AB-6               |
| 74                 | Niklas Eg (DEN)        | 41e                |
| 75                 | Alexander Kamp (DEN)   | AB-6               |
| 76                 | Juan Pedro López (ESP) | 50e                |
| 77                 | Toms Skujiņš (LAT)     | AB-6               |

| Deceuninck-Quick Step DQT | Deceuninck-Quick Step DQT   | Deceuninck-Quick Step DQT |
| ------------------------- | --------------------------- | ------------------------- |
| Num                       | Coureur                     | Pos                       |
| 81                        | Mattia Cattaneo (ITA)       | AB-6                      |
| 82                        | Josef Černý (CZE) (chrono)  | AB-6                      |
| 83                        | Ian Garrison (USA) (chrono) | AB-6                      |
| 84                        | Mikkel Honoré (DEN)         | 83e                       |
| 85                        | James Knox (GBR)            | 14e                       |
| 86                        | Pieter Serry (BEL)          | 54e                       |
| 87                        | Mauri Vansevenant (BEL)     | 11e                       |

| Cofidis COF | Cofidis COF            | Cofidis COF |
| ----------- | ---------------------- | ----------- |
| Num         | Coureur                | Pos         |
| 91          | Fernando Barceló (ESP) | 77e         |
| 92          | Rubén Fernández (ESP)  | 16e         |
| 93          | Simon Geschke (GER)    | AB-6        |
| 94          | Jesús Herrada (ESP)    | 46e         |
| 95          | Guillaume Martin (FRA) | 31e         |
| 96          | Nicolas Edet (FRA)     | 68e         |
| 97          | Anthony Perez (FRA)    | 82e         |

| Lotto-Soudal LTS | Lotto-Soudal LTS         | Lotto-Soudal LTS |
| ---------------- | ------------------------ | ---------------- |
| Num              | Coureur                  | Pos              |
| 101              | Sylvain Moniquet (BEL)   | 61e              |
| 102              | Thomas De Gendt (BEL)    | AB-6             |
| 103              | Matthew Holmes (GBR)     | AB-6             |
| 104              | Sébastien Grignard (BEL) | AB-6             |
| 105              | Tomasz Marczyński (POL)  | AB-6             |
| 106              | Filippo Conca (ITA)      | 101e             |
| 107              | Stefano Oldani (ITA)     | AB-6             |

| Ineos Grenadiers IGD | Ineos Grenadiers IGD     | Ineos Grenadiers IGD |
| -------------------- | ------------------------ | -------------------- |
| Num                  | Coureur                  | Pos                  |
| 111                  | Adam Yates (GBR)         | 4e                   |
| 112                  | Andrey Amador (CRC)      | AB-6                 |
| 113                  | Richard Carapaz (ECU)    | 19e                  |
| 114                  | Laurens De Plus (BEL)    | AB-6                 |
| 115                  | Eddie Dunbar (IRL)       | 42e                  |
| 116                  | Tao Geoghegan Hart (GBR) | AB-6                 |
| 117                  | Ben Swift (GBR) (route)  | AB-6                 |

| Intermarché-Wanty-Gobert Matériaux IWG | Intermarché-Wanty-Gobert Matériaux IWG | Intermarché-Wanty-Gobert Matériaux IWG |
| -------------------------------------- | -------------------------------------- | -------------------------------------- |
| Num                                    | Coureur                                | Pos                                    |
| 121                                    | Théo Delacroix (FRA)                   | AB-6                                   |
| 122                                    | Odd Christian Eiking (NOR)             | 33e                                    |
| 123                                    | Alexander Evans (AUS)                  | AB-6                                   |
| 124                                    | Quinten Hermans (BEL)                  | 30e                                    |
| 125                                    | Maurits Lammertink (NED)               | 45e                                    |
| 126                                    | Lorenzo Rota (ITA)                     | AB-6                                   |
| 127                                    | Georg Zimmermann (GER)                 | AB-5                                   |

| Team DSM DSM | Team DSM DSM                      | Team DSM DSM |
| ------------ | --------------------------------- | ------------ |
| Num          | Coureur                           | Pos          |
| 131          | Romain Combaud (FRA)              | 63e          |
| 132          | Mark Donovan (GBR)                | 32e          |
| 133          | Felix Gall (AUT)                  | 85e          |
| 134          | Andreas Leknessund (NOR) (chrono) | AB-6         |
| 135          | Martijn Tusveld (NED)             | AB-6         |
| 136          | Kevin Vermaerke (USA)             | NP-4         |
| 137          | Ilan Van Wilder (BEL)             | 29e          |

| Jumbo-Visma TJV | Jumbo-Visma TJV             | Jumbo-Visma TJV |
| --------------- | --------------------------- | --------------- |
| Num             | Coureur                     | Pos             |
| 141             | Primož Roglič (SLO) (route) | 1er             |
| 142             | Tobias Foss (NOR)           | 48e             |
| 143             | Christoph Pfingsten (GER)   | 103e            |
| 144             | Lennard Hofstede (NED)      | AB-6            |
| 145             | Antwan Tolhoek (NED)        | 37e             |
| 146             | Sam Oomen (NED)             | 25e             |
| 147             | Jonas Vingegaard (DEN)      | 2e              |

| AG2R Citroën Team ACT | AG2R Citroën Team ACT        | AG2R Citroën Team ACT |
| --------------------- | ---------------------------- | --------------------- |
| Num                   | Coureur                      | Pos                   |
| 151                   | Benoît Cosnefroy (FRA)       | NP-5                  |
| 152                   | Ben Gastauer (LUX)           | 80e                   |
| 153                   | Mathias Frank (SUI)          | AB-6                  |
| 154                   | Ben O'Connor (AUS)           | 23e                   |
| 155                   | Aurélien Paret-Peintre (FRA) | 52e                   |
| 156                   | Nicolas Prodhomme (FRA)      | 57e                   |
| 157                   | Lawrence Warbasse (USA)      | 55e                   |

| Israel Start-Up Nation ISN | Israel Start-Up Nation ISN | Israel Start-Up Nation ISN |
| -------------------------- | -------------------------- | -------------------------- |
| Num                        | Coureur                    | Pos                        |
| 161                        | Michael Woods (CAN)        | NP-4                       |
| 162                        | Patrick Bevin (NZL)        | 20e                        |
| 163                        | Alexander Cataford (CAN)   | AB-6                       |
| 164                        | Ben Hermans (BEL)          | AB-6                       |
| 165                        | Daryl Impey (RSA)          | 59e                        |
| 166                        | Krists Neilands (LAT)      | 69e                        |
| 167                        | James Piccoli (CAN)        | AB-4                       |

| Bahrain Victorious TBV | Bahrain Victorious TBV      | Bahrain Victorious TBV |
| ---------------------- | --------------------------- | ---------------------- |
| Num                    | Coureur                     | Pos                    |
| 171                    | Mikel Landa (ESP)           | 8e                     |
| 172                    | Yukiya Arashiro (JPN)       | 81e                    |
| 173                    | Pello Bilbao (ESP) (chrono) | 6e                     |
| 174                    | Eros Capecchi (ITA)         | AB-6                   |
| 175                    | Gino Mäder (SUI)            | 21e                    |
| 176                    | Mark Padun (UKR)            | 91e                    |
| 177                    | Rafael Valls (ESP)          | AB-6                   |

| Qhubeka Assos TQA | Qhubeka Assos TQA       | Qhubeka Assos TQA |
| ----------------- | ----------------------- | ----------------- |
| Num               | Coureur                 | Pos               |
| 181               | Fabio Aru (ITA)         | 24e               |
| 182               | Sean Bennett (USA)      | 90e               |
| 183               | Simon Clarke (AUS)      | NP-6              |
| 185               | Bert-Jan Lindeman (NED) | AB-6              |
| 186               | Mauro Schmid (SUI)      | 92e               |
| 187               | Kilian Frankiny (SUI)   | 98e               |

| Caja Rural-Seguros RGA CJR | Caja Rural-Seguros RGA CJR | Caja Rural-Seguros RGA CJR |
| -------------------------- | -------------------------- | -------------------------- |
| Num                        | Coureur                    | Pos                        |
| 191                        | Jonathan Lastra (ESP)      | 26e                        |
| 192                        | Jon Barrenetxea (ESP)      | 87e                        |
| 193                        | Jon Aberasturi (ESP)       | AB-6                       |
| 194                        | Jon Irisarri (ESP)         | AB-6                       |
| 195                        | Alejandro Osorio (COL)     | 56e                        |
| 196                        | Oier Lazkano (ESP)         | AB-6                       |
| 197                        | Jefferson Cepeda (ECU)     | 62e                        |

| Burgos-BH BBH | Burgos-BH BBH            | Burgos-BH BBH |
| ------------- | ------------------------ | ------------- |
| Num           | Coureur                  | Pos           |
| 201           | Ángel Madrazo (ESP)      | 67e           |
| 202           | Ander Okamika (ESP)      | 97e           |
| 203           | Daniel Navarro (ESP)     | 64e           |
| 204           | Carlos Canal (ESP)       |               |
| 205           | Óscar Cabedo (ESP)       | 66e           |
| 206           | Jesús Ezquerra (ESP)     | 40e           |
| 207           | Juan Felipe Osorio (COL) | HD-6          |

| Total Direct Énergie TDE | Total Direct Énergie TDE | Total Direct Énergie TDE |
| ------------------------ | ------------------------ | ------------------------ |
| Num                      | Coureur                  | Pos                      |
| 211                      | Mathieu Burgaudeau (FRA) | 75e                      |
| 212                      | Víctor de la Parte (ESP) | NP-5                     |
| 213                      | Fabien Doubey (FRA)      | 51e                      |
| 214                      | Fabien Grellier (FRA)    | AB-6                     |
| 215                      | Pierre Latour (FRA)      | 22e                      |
| 216                      | Cristian Rodríguez (ESP) | 35e                      |
| 217                      | Julien Simon (FRA)       | AB-6                     |

| Equipo Kern Pharma EKP | Equipo Kern Pharma EKP   | Equipo Kern Pharma EKP |
| ---------------------- | ------------------------ | ---------------------- |
| Num                    | Coureur                  | Pos                    |
| 221                    | Roger Adrià (ESP)        | 76e                    |
| 222                    | Francisco Galván (ESP)   | NP-1                   |
| 223                    | Urko Berrade (ESP)       | AB-6                   |
| 224                    | Martí Márquez (ESP)      | NP-1                   |
| 225                    | José Félix Parra (ESP)   | 44e                    |
| 226                    | Jon Agirre (ESP)         | 43e                    |
| 227                    | Raúl García Pierna (ESP) | 100e                   |

| Euskaltel-Euskadi EUS | Euskaltel-Euskadi EUS | Euskaltel-Euskadi EUS |
| --------------------- | --------------------- | --------------------- |
| Num                   | Coureur               | Pos                   |
| 231                   | Mikel Aristi (ESP)    | 102e                  |
| 232                   | Mikel Bizkarra (ESP)  | NP-3                  |
| 233                   | Unai Cuadrado (ESP)   | AB-6                  |
| 234                   | Mikel Iturria (ESP)   | 99e                   |
| 235                   | Txomin Juaristi (ESP) | 74e                   |
| 236                   | Gotzon Martín (ESP)   | 53e                   |
| 237                   | Luis Ángel Maté (ESP) | 70e                   |